# Мишо, Жозеф Франсуа
Жозеф Франсуа Мишо (1767—1839) — французский историк родом из Савойи.

## Биография
Жозеф Франсуа Мишо родился в 1767 году в Албенсе (Савойя). Учился в Бурк-ан-Бресе. В 1791 году переселился в Париж, где в журнале «La Quotidienne» так энергично вступался за короля и королевскую власть, что в 1795 году был арестован и приговорен к смерти. Он бежал в Швейцарию, где написал сатирическую поэму «Le printemps d’un proscrit» (Париж, 1804; дополн. изд., 1827).
После переворота 18 брюмера снова жил в Париже, занимаясь, главным образом, историческими работами. Плодом их явились: «Histoire des progrès et de la chute de l’empire de Mysore» (Париж, 1801), «Histoire des croisades» («История крестовых походов», Париж, 1812—1822; новая переработка Huillard-Bréholles’a, 1856 след.) и «Bibliothèque des croisades» («Библиотека крестовых походов», Париж, 1822; 2 изд., 1829), с выдержками из источников по крестовым походам. Его «Biographie moderne, ou dictionnaire des hommes qui se sont fait un nom eu Europe depuis 1789» (Париж, 1806) была конфискована наполеоновской полицией.
Направленная против Наполеона «Histoire des quinze semaines ou le dernier règne de Bonaparte» (Париж, 1815) в короткое время выдержала 27 изданий. В 1813 году Мишо был избран членом Французской академии, а в 1815 году — депутатом в «Несравненную палату» (Chambre introuvable). Он получил также место королевского чтеца, но лишился его за протесты против ограничений свободы печати, подготовленные министерством Виллеля.
Совершив путешествие в Сирию и Египет для собирания дополнительных материалов по истории крестовых походов, он издал «Correspondance de l’Orient» («Письма с Востока», Париж, 1833—35). Вместе с Пужула он издавал «Collection des mémoires pour servir à l’histoire de France depuis le XII siècle» (1836—1839, I—XXXII).
Его младший брат, Луи Габриэль (Michaud jeune, 1772—1858) — издатель и редактор «Biographie universelle ancienne et moderne».

## Публикации
- Мишо Г. История крестовых походов / Пер. с франц. С. Л. Клячко. С гравюрами Г. Доре. — М.: Алетейя, 1999. — 368 с.: ил. — (Vita memoriae). — ISBN 5-89321-071-9.
- Мишо Жозеф-Франсуа. История крестовых походов. — М.: Книжный Клуб «Книговек», 2017. — 352 с.: ил. — (Мастера книжной иллюстрации). — ISBN 978-5-4224-1234-1.